# 風間宏子
風間 宏子（かざま ひろこ、本名：同じ、1951年〈昭和26年〉8月24日 - ）は、日本の漫画家。静岡県沼津市生まれ、沼津女子高等学校（現・加藤学園高等学校）卒業。
1992〜1993年度の2年間、出生地・沼津市の第2期「燦々ぬまづ大使（観光大使）」を務めた。
日本漫画家協会及びマンガジャパンの元・会員（2003年当時）。

## 略歴
一条ゆかりの漫画制作アシスタントを経験した後、1970年、第五回『りぼん』（集英社）漫画スクールに応募した『夏のおわりに』の佳作入賞がきっかけで、同年の同誌8月号に掲載された『ろう人形が泣いた！』で漫画家デビュー。
1970年代前半は、『りぼん』や『りぼん増刊』（集英社）で芸能人スターの物語などを描く。1975年から『少女コミック』『プチコミック』（いずれも小学館）に作品を連載。1980年からは『月刊プリンセス』（秋田書店）でも連載を開始する。
1990年代以降はレディースコミック誌に発表の場を移し、『YOU』(集英社)、『Silky』（白泉社）、『JOURすてきな主婦たち』（双葉社）などを経て、『Eleganceイブ』（秋田書店）で主に活躍。
編集委員会の委員長を石ノ森章太郎が務めた『日本漫画家名鑑500』にて､4作の枠のうち、『暗闇の神話』1巻と8巻・『ブラパン専科』1巻・『丑三つの森』3巻の3作品の書影を代表作として掲載。
またp.228のほぼ1頁分に当たる作品イラストにも、『暗闇の神話』8巻・第34話「永遠の命」p.155の不老不死の薬を作ったダーナ博士の記憶を女子高生の早坂朱美が感応させられ、死の恐怖に絶叫する場面が採用されている（1992時点）。
代表作は「ダークエンジェル」。ミステリや伝奇ロマン、ホラー漫画も多く手掛けており、こうした作品を収録した雑誌増刊がしばしば刊行されている。
2024年、静岡県沼津市の発展に尽力した江原素六の生涯を子どもたちに知って貰う為に240頁に及ぶ漫画作品として1500部を制作し、2年半かけて完成させた。「公益社団法人江原素六先生顕彰会」の企画で、同市出身の風間が著作者として同法人の土屋新一会長らと共に6月10日沼津市役所での寄贈式に出席し、同市や同市教育委員会に『漫画「江原素六」』338部を寄贈した。

## 主な作品リスト
- ブラパン専科（1975年 - 1976年、『少女コミック』、小学館）
- あの娘のほうが力持ち（1976年、『少女コミック』）
- めいわくかしらン（1977年、『少女コミック』）
- ビオランテ（『ちゃお』1979年10月号 - 1980年12月号、小学館）
- 万太郎ちゃんがスキ!（1980年 - 1981年、『月刊プリンセス』、秋田書店）
- ラブタウン発…あなたへ（1981年 - 1982年、『月刊プリンセス』）
- ホテル・カリフォルニア（1982年 - 1983年、『月刊プリンセス』）
- 窓ぎわ族のポップちゃん（1982年 - 1983年、『プチコミック』、小学館）
- おしゃべりな羊たち（1984年 - 1985年、『月刊プリンセス』）
- たらこ坂純情（1983年 - 1984年、『プチコミック』）
- 丑三つの森（1986年 - 1992年、プリンセスコミックス全4巻。ホラーMコミック文庫より上下巻で復刊）
- 暗闇の神話（1987年 - 1993年、プリンセスコミックス全9巻）
- きょう会社を休もう!（1992年、『YOU』、集英社）
- 赤と黒のカノン（『JOURすてきな主婦たち』、双葉社）
- ダーク・エンジェル（『Eleganceイブ』1995年[13] - 2003年11月号、秋田書店、秋田コミックスエレガンス全22巻）
  - Mの伝説〜ダーク・エンジェルII〜（『Eleganceイブ』2003年12月号 - 2009年3月号、秋田コミックスエレガンス全13巻）
  - M〜ダーク・エンジェルIII〜（『Eleganceイブ』2009年4月号 - 2014年5月号、秋田コミックスエレガンス全12巻）
  - ドクターM〜ダーク・エンジェルⅣ〜（『Eleganceイブ』2014年6月号 - 2017年8月号、秋田コミックスエレガンス全8巻）
  - ダーク・エンジェル レジェンド 外科医 氷川魅和子（『Eleganceイブ』2017年10月号 - 2020年5月号、秋田コミックスエレガンス全8巻）

- 神の手をもつふたり〜ダーク・エンジェル外伝〜ブラック・ジャック×氷川魅和子（原作：手塚治虫[13]、『Eleganceイブ』2013年10月号） - 作画、
- メイクドクター 化粧心療士・加賀見耀子（『JOURすてきな主婦たち』、双葉社）
- 0のコネクション（『Eleganceイブ』2020年8月号[14] - 2022年1月号[15]）

## 初期作品群
＊単行本『恋のレッスンNo.1』収録の巻末「全作品リスト」より（1970年8月から1975年4月まで）。
＊スターの実話・成長物語が11本ある。
短編集
- 『恋のレッスンNo.1』（初版）創美社〈マーガレットレインボーコミックス：019〉、1976年9月25日。全国書誌番号:76001667。（『りぼん』時代の短篇5作:ｈｆｇａｉの順に収録）　＊初単行本。
- 『殺人のデッサン』（第1刷）講談社〈コミックロマンミステリー：12〉、1984年11月14日。ISBN 4-06-104712-4。（『りぼん』時代の短篇4作:ｃｄｂｅの順に収録）。

雑誌掲載（1作品を除き、他は全て読み切り）
- ろう人形が泣いた！（『りぼん』1970年8月号[7][16]:ａ）　＊デビュー作。
- 涙にさようなら 藤圭子物語（『りぼん』1970年11月号[17]/☆01）
- わたしの先生（『りぼん』1970年12月号[18] ※単行本未収録）
- うたえ！女番長 和田アキ子物語（『りぼん』1971年2月号[8]/☆02）
- 知られたくない！（『りぼん』1971年3月号[19] ※単行本未収録）
- 信じてほしい！（『りぼん』1971年4月号・別冊付録ゴールデンデラックスコミック[20] ※単行本未収録）
- 80日間の花嫁（『りぼん』1971年5月号[21][22]:ｂ）
- 燃えろ！ジュン（『りぼん』（1971年7 - 9月号[23][24][25] ※単行本未収録）　＊初・短期連載。
- だれか助けて！（『りぼん』1971年11月号・別冊付録［シルバーシリーズ実話・身上相談まんが特集］[26] ※単行本未収録）
- 夕陽が泣いている 堺正章物語（『りぼん』1972年お正月大増刊[27]/☆03）
- 足音が聞こえる・・・・・（『りぼん』1972年3月号[28] ※単行本未収録）
- 殺人のデッサン（『りぼん』4月大増刊[29][30]:ｃ）
- あの空に歌おう 天地真理物語（『りぼん』1972年8月号[31]/☆04）
- はばたけ！太陽の子 野口五郎物語（『りぼん』1972年夏休み大増刊[9]/☆05）
- 風に光る青春（『りぼん』1972年10月大増刊[32] ※単行本未収録）
- 幸せの白いブランコ 郷ひろみ物語（『りぼん』1972年12月号[33]/☆06）
- 歌を この胸に 森昌子物語（『りぼん』1973年4月号[34]/☆07）
- 消えた答案用紙（『りぼん』1973年4月大増刊[35] ※単行本未収録）
- 赤い殺意（『りぼん』1973年7月号[36][37]:ｄ）
- 涙がこぼれそう アグネス・チャン物語（『りぼん』1973年夏休み大増刊[38]/☆08）
- 泣くのは一度だけ 浅田美代子物語（『りぼん』1973年11月号[39]/☆09）
- 燃える青春 佐々木ヨーコ物語（『りぼん』1973年12月号[40]/☆10）
- 青空にレッツゴー！ フィンガー5物語（『りぼん』1974年3月号[10]/☆11）
- 真夜中の天使（）（『りぼん』1974年6月号[41][42]:ｅ）
- 8月の朝（『りぼん』1974年夏休み大増刊[43][44]:ｆ）
- その気になったらアハハン（『りぼん』1974年10月大増刊[45][46]:ｇ）
- 恋のレッスンNo.1 （『りぼん』1975年お正月大増刊[47][48]:ｈ）
- シコメ狩り（『りぼん』1975年4月大増刊[49][50]:ｉ）